# Commedia dell'arte
Pour les articles homonymes, voir Commedia dell'arte (homonymie).

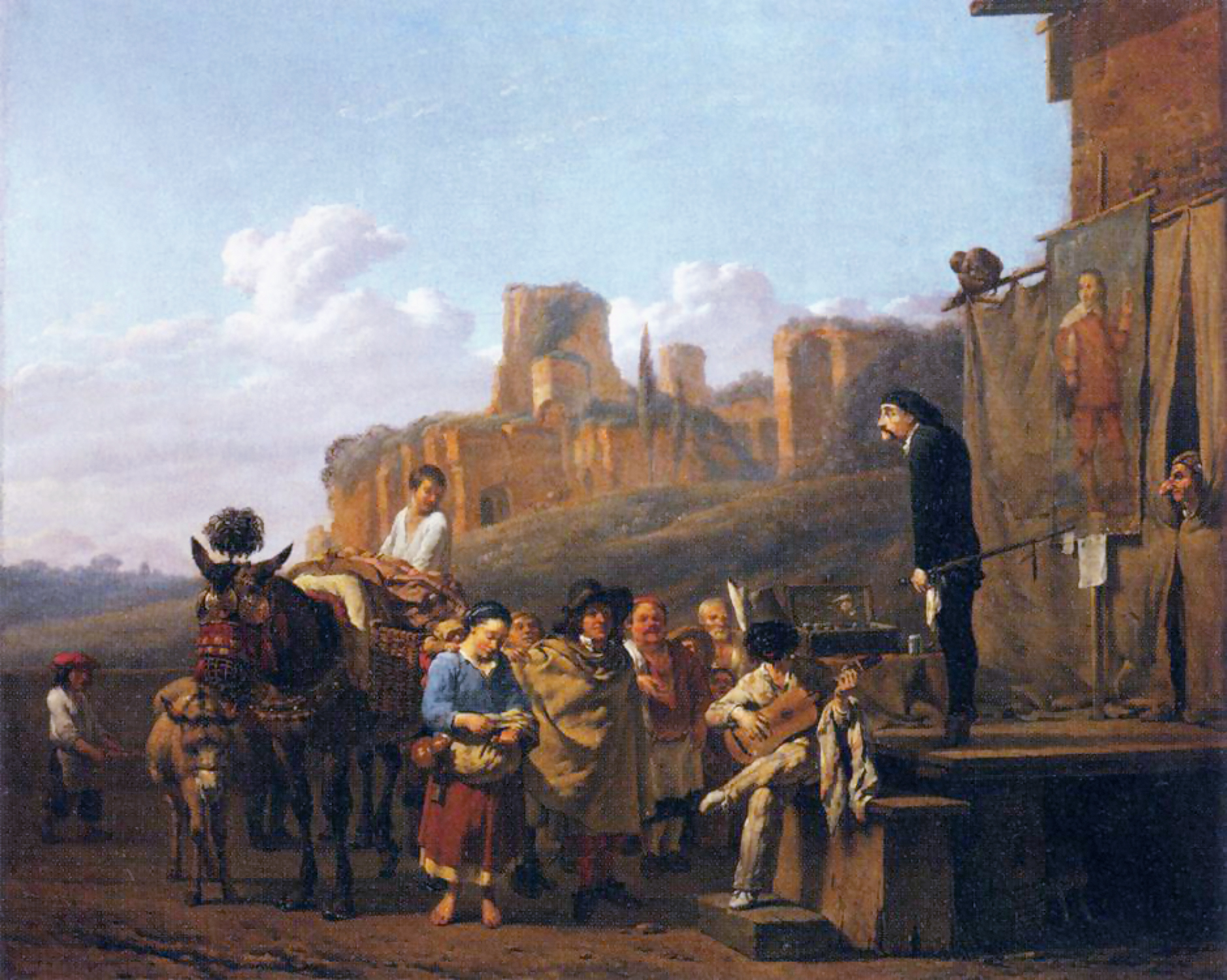
Les Charlatans italiens de Karel Dujardin, dépeignant une représentation sur une scène de fortune en Campanie (Louvre, 1657).

La commedia dell'arte [komˈmɛːdja delˈlarte] est un genre de théâtre populaire italien, né au XVIe siècle, où des acteurs masqués improvisent des comédies marquées par la naïveté, la ruse et l'ingéniosité. Ce genre est apparu avec les premières troupes de comédie avec masques, en 1528. Le masque se confond d'ailleurs avec le personnage qui le porte, comme l'atteste le terme « maschera » ou masque.
Signifiant littéralement « théâtre interprété par des gens de l’art », c'est-à-dire des comédiens professionnels, le terme est, de nos jours, utilisé dans de nombreuses langues, parmi lesquelles le français et l'anglais. 

## Historique
La commedia dell'arte est apparue au XVIe siècle : elle tient ses racines des fêtes du rire qui sont à l'origine de grands carnavals. Puis avec la première comédie en prose d’Angelo Beolco, dit le Ruzzante, où chaque personnage s’exprimait dans un dialecte différent,. À partir de là, chaque localité voulut avoir son propre caractère. Les représentations eurent d’abord lieu sur des tréteaux. Le comique était principalement gestuel (pitreries). Dans la comédie improvisée, le discours est sans cesse renouvelé, les acteurs s’inspirant de la situation dramatique, des circonstances de temps et de lieu, faisaient de la pièce qu’ils représentaient une œuvre changeante, incessamment rajeunie. Quant aux types comiques, ce sont les mêmes que ceux de la comédie italienne : ses masques et ses bouffons s’y retrouvent. Il y a d’abord les quatre types principaux : Pantalon, le Docteur, le Capitan, et les zannis ou valets, avec leurs variétés de fourbes ou d’imbéciles, d’intrigants ou de poltrons ; puis les amoureux, les Lélio, les Isabelle ; enfin les suivantes, comme Francisquine, Colombine, qui apparaît parfois comme jeune fille de bonne famille, mais le plus souvent comme coquine prostituée, ou enfin Rosetta et Sméraldine.
Le succès du genre tient alors au talent (arte) d'improvisation de ses acteurs saltimbanques et des intrigues farcies de bons mots. Celles-ci jouaient souvent sur les appétits irrépressibles des figures masquées : à la fois porteuses de traits régionaux spécifiques et des emblèmes des travers de l'humanité, elles passaient leur temps à chercher à manger, incarnant ainsi l'éternelle quête de subsistance du petit peuple italien.

## Représentation

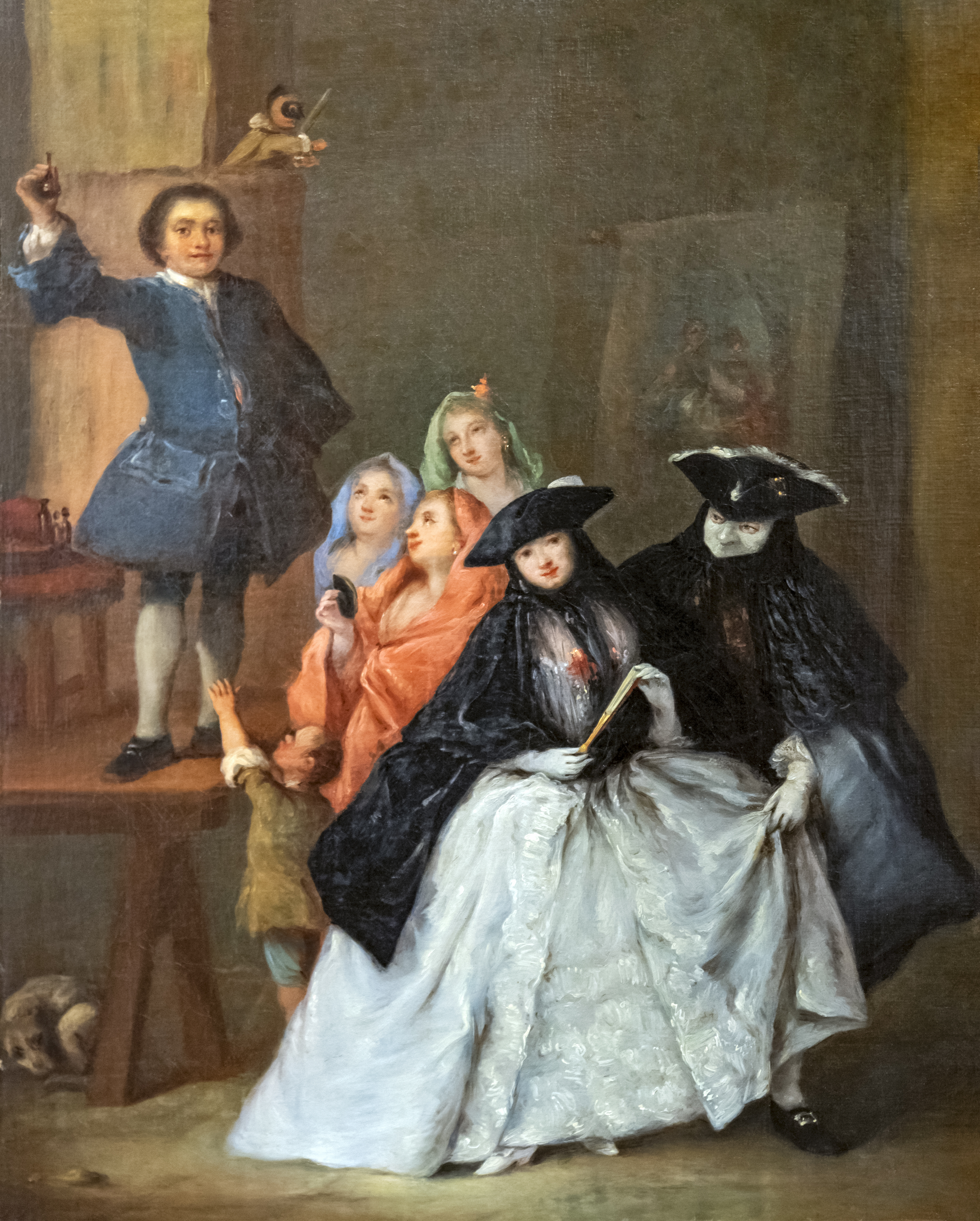
Les Charlatans (huile sur toile de Longhi, 1757

Chaque acteur adoptant et conservant un personnage en rapport avec ses aptitudes, s’incarnait dans son rôle et, pour enrichir son discours, se faisait un fonds de traits conformes à son caractère. « Les comédiens, dit Niccolò Barbieri, étudient beaucoup et se munissent la mémoire d’une grande provision de choses : sentences, concetti, déclarations d’amour, reproches, marques de désespoirs et délires, afin de les avoir toutes prêtes à l’occasion, et leurs études sont en rapport avec les mœurs et les habitudes des personnages qu’ils représentent ». Ainsi, Andreini a fait imprimer les rodomontades qu’il débitait dans ses rôles de Capitan. Du reste, la parole va de pair avec l’action, et celle-ci se soutient par l’abondance des jeux de scène.
La plupart des acteurs étaient des gymnastes de premier ordre capables de donner un soufflet avec le pied, ou d’exécuter dans l’intérieur de la salle de spectacle des ascensions périlleuses. Beaucoup d’initiative leur était laissée et la verve de parole de l’acteur, ses lazzi, son talent mimique faisaient la plus grande partie du succès de la commedia dell'arte. Parfois les acteurs improvisateurs se servaient, comme d’un canevas, de telle pièce écrite, par exemple les Ménechmes de Plaute. Ils le firent souvent pour l’Emilia de Luigi Groto, en brodant sur le plan du poète comique, un dialogue qui leur appartenait. La commedia dell'arte, après être restée longtemps au répertoire en simple canevas, était écrite soit par celui qui en avait disposé le scénario, soit par tout autre auteur dramatique.
Les déguisements ont une importance centrale dans l'univers de la commedia dell'arte. Leur présence confère au personnage des attributs reconnaissables et suffisent à ébaucher une histoire. Selon les spécialistes Michèle Clavilier et Danielle Duchefdelaville, ils « symbolisent la métamorphose, l'évasion dans un univers où chacun est à la fois spectateur et acteur, ce qui rend la fête encore plus complète ».

## Origines

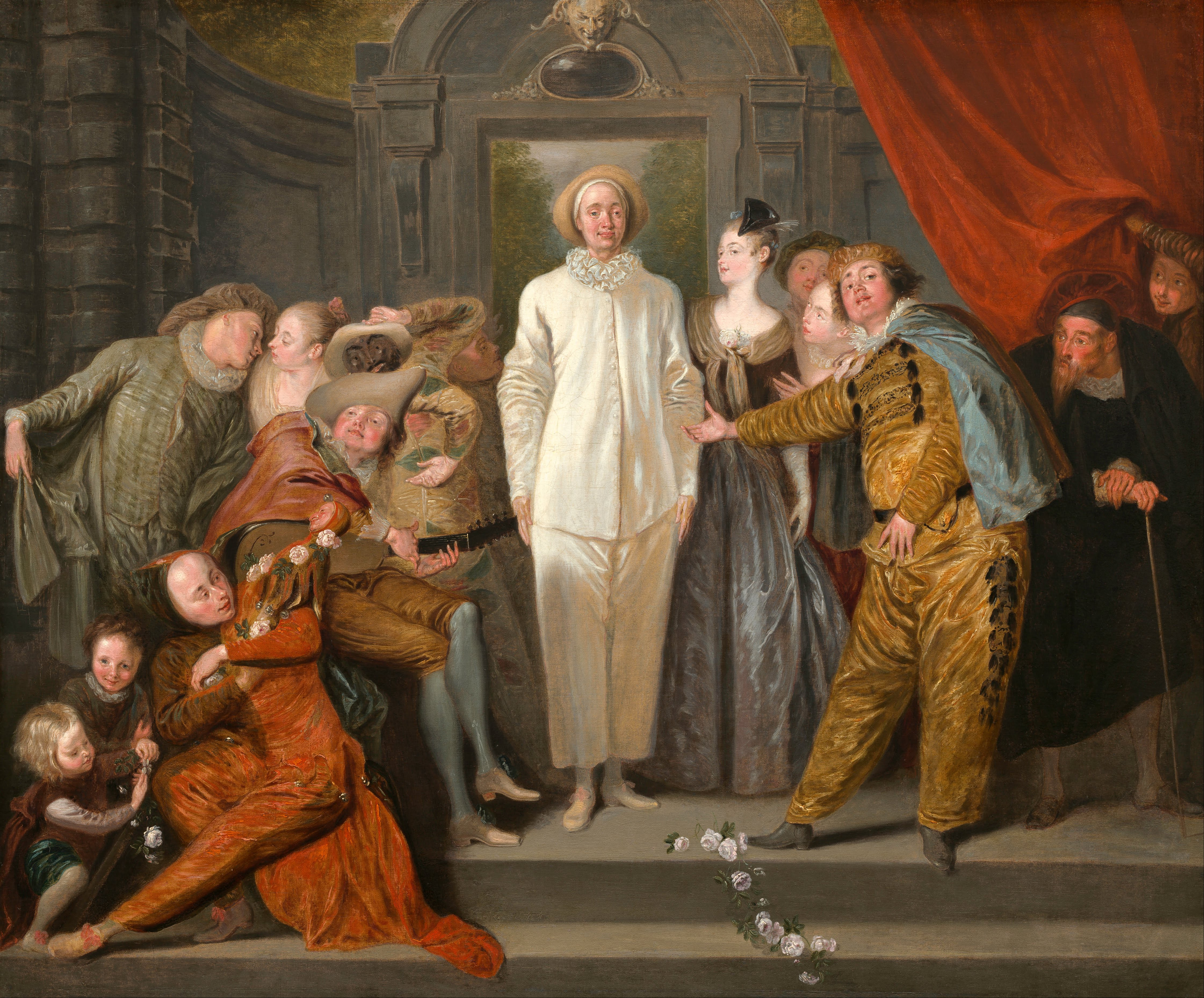
Les Comédiens italiens (huile sur toile de Watteau, v. 1720.

La comédie all’improvviso aurait une origine antérieure à celle de la comédie régulière, qui a commencé, en Italie, au XVe siècle par des rappresentazioni. La comédie atellane, en effet, apparue aux premiers siècles de notre ère, est souvent donnée comme l'ancêtre de la commedia dell'arte. Elle s'appuie sur l'improvisation et sur le masque, en particulier celui de Maccus, qui ressemble trait pour trait à celui de Polichinelle. Au XVe siècle, elle devient un art savant et, dès ce moment, se popularise, en les fortifiant, des types comiques à la diffusion desquels la Renaissance servira puissamment. Les « Ingannati » sont une comédie italienne écrite de façon anonyme probablement par un groupe de théâtre universitaire et sont à la source de nombreux canevas, qui circulèrent dans toute l'Europe.
Dans le discours pour la réception du Prix Nobel de littérature qu’il prononça à Stockholm en 1997, Dario Fo, rend hommage à un dramaturge vénitien du XVIe siècle, Angelo Beolco, dit Ruzzante, « un extraordinaire homme de théâtre de ma terre, peu connu… même en Italie. Mais qui est sans aucun doute le plus grand auteur de théâtre que l’Europe ait connu pendant la Renaissance avant l’arrivée de Shakespeare ». Il insiste sur la qualité du théâtre de Ruzzante, qu’il considère comme « le vrai père de la commedia dell’arte, qui inventa un langage original, un langage pour le théâtre, basé sur une variété de langues : les dialectes de la vallée du Pô, des expressions en latin, en espagnol, même en allemand, le tout mélangé avec des onomatopées de sa propre invention ».
Avec l’attrait du genre, la réputation de quelques troupes passa les monts. Henri III fit venir en France, en 1576, pour se rendre favorables les États de Blois, celle des Gelosi (jaloux de plaire), dirigée par Flaminio Scala dit Flavio, auteur de nombreux scénarios, troupe qui comptait dans ses sociétaires Francesco Andreini et sa femme, la célèbre Isabelle, elle-même auteur. Elle créa la situation de « dépit amoureux » (publiée dans la revue Bouffonneries). Cette situation fut reprise plus tard par Molière dans Le Dépit amoureux et dans Tartuffe.
Henri de Navarre avant de devenir Henri IV, avait consenti à des comédiens italiens dirigés par Zan Ganassa (it), de Bergame, le premier contrat de subventions connu en France et en Navarre. Ce Zan Ganassa interpréta l'un des premiers Arlequins : un Arlequin plutôt lourdaud, faisant rire de ses bêtises. Pourtant Arlequin dérive de Hellequin (Hell, l'enfer, suivi de quin, diminutif courant dans le Nord de la France). C'est donc un petit diable de carnaval, dont l'existence est attestée dans des textes du XVe siècle. Par une étrange magie, est devenu l'un des plus célèbres Zanni. La commedia dell'arte ne cesse de se situer dans une démarche théâtrale interculturelle.

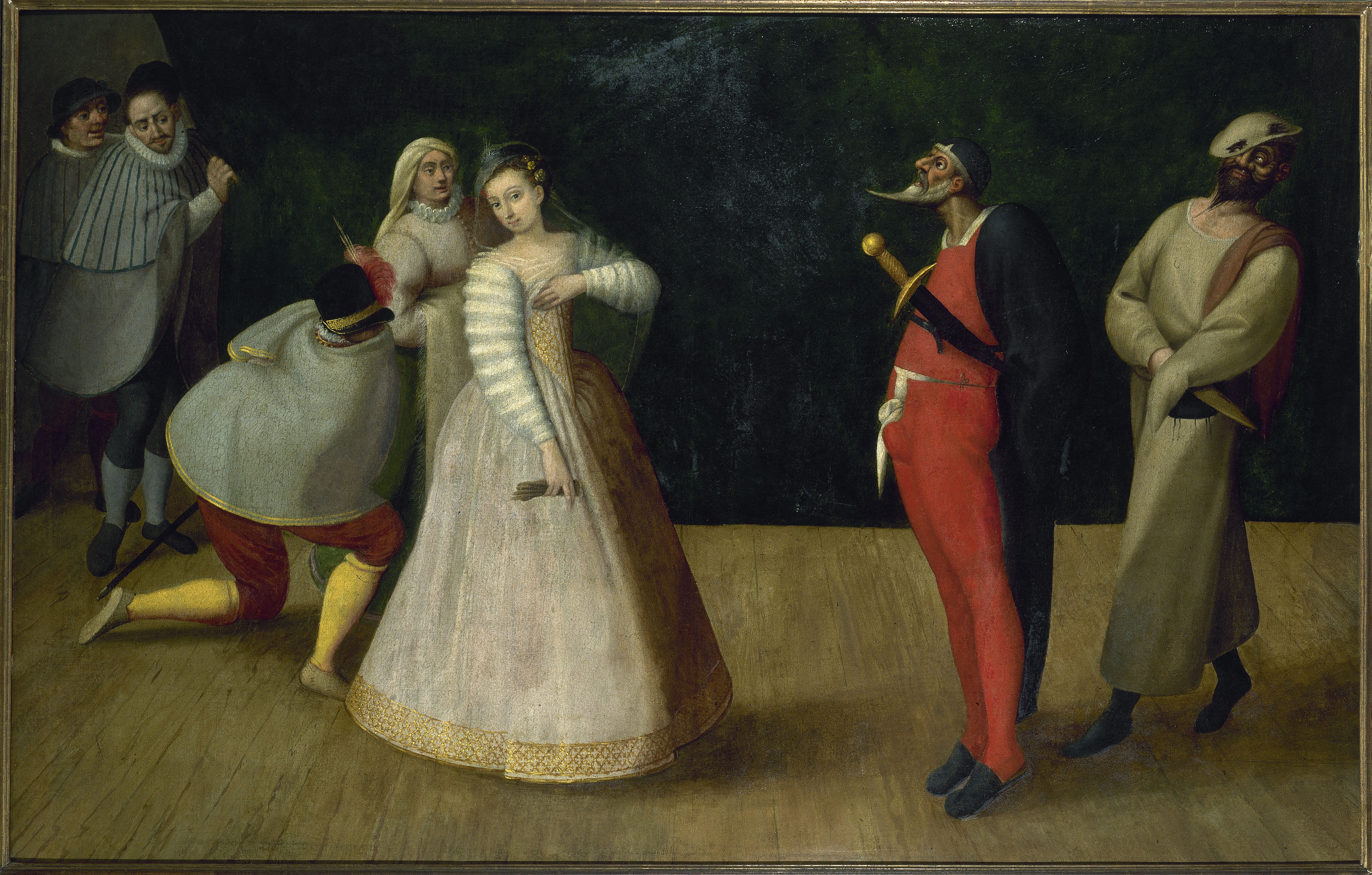
Représentation de commedia dell’arte, fin du XVIe siècle.

Aux Gelosi succédèrent, vers 1614, les Comici Fedeli, qui se rendirent à Paris sur l’invitation de Marie de Médicis. Ils y revinrent en 1621 et en 1624. Puis un des leurs, Nicolo Barbieri dit Beltrame, forma une nouvelle troupe qui séjourna à Paris, et dont Molière enfant suivit les représentations. Puis, rivaux de Molière, les comédiens italiens du Roi étaient dirigés par l'Arlequin Dominique : Domenico Biancolelli ; celui-ci fut reçu par Louis XIV, qui l'appréciait beaucoup.

## Les troupes
Les premières troupes, dont les plus célèbres sont les Gelosi, les Desiosi, les Confidenti, les Uniti et les Accesi, étaient habituellement composées d'une dizaine de membres. Les compagnies théâtrales, surtout celles qui jouaient en province, n’avaient pas de plateau fixe et voyageaient de pays en pays en transportant leurs tréteaux, elles devaient savoir attirer le public et le convaincre d’assister aux représentations. Les canevas, par conséquent, permettaient à une compagnie théâtrale experte de mettre en scène des situations de l’actualité locale en quelques heures.
Les quelques textes écrits étaient parfois en vers et d'autres mêlaient improvisation, vers et prose au moins en France. En Italie, on trouve surtout des canevas, Carlo Gozzi commença à rédiger une partie de ses œuvres, mais une autre part était faite de lazzi gestuels, dont le célèbre lazzo de la mouche. Carlo Goldoni proposa une réforme du théâtre italien, qui impliquait plus de réalisme, et une écriture en prose souvent patoisante. Son Arlequin serviteur de deux maîtres l'inscrit dans l'histoire de la Commedia dell'arte, genre théâtral qu'il rejette par ailleurs. Les comédies se basaient sur des personnages bien reconnaissables et des caractères stéréotypés, avec une gestuelle riche, parfois emphatique, des dialogues souvent improvisés, mais qui pouvaient contenir des tirades apprises par cœur, faisant la satire de différentes conditions sociales et culturelles. Tous les acteurs, à l’exception du couple d’amoureux et des servantes, portaient le masque. Avec les mêmes masques très typés, chaque compagnie construisait des centaines de situations différentes.
Evariste Gherardi, successeur de Dominique Biancolelli dans le rôle d'Arlequin dit : « Qui dit bon comédien italien dit un homme qui a du fond, qui joue plus d'imagination que de mémoire, qui compose en jouant tout ce qu'il dit, qui sait seconder celui avec qui il se trouve sur le théâtre, c'est-à-dire qui marie si bien ses actions et ses paroles à celles de son camarade, qu'il sait entrer sur le champ dans tout le jeu et dans tous les mouvements que l'autre lui demande. ».
En 1697, les comédiens italiens du roi, menés par Evariste Gherardi annoncèrent au public français La Fausse Prude, satire de Madame de Maintenon, épouse secrète du Roi : Louis XIV les chassa de sa cour et ils durent s'exiler. Ils ne furent rappelés par le Régent qu'après la mort du roi.
Contrairement aux compagnies de théâtre baroque, celles de commedia dell’arte employaient des actrices professionnelles, au lieu de faire interpréter les rôles féminins par des hommes, ce qui est le cas chez Shakespeare, par exemple, qui s'était inspiré de la commedia dans La Nuit des rois et dans La Comédie des erreurs. Les troupes de commedia dell’arte étaient généralement composées de trois femmes et de sept hommes, les plus riches ayant un « poète maison ».

## Évolution

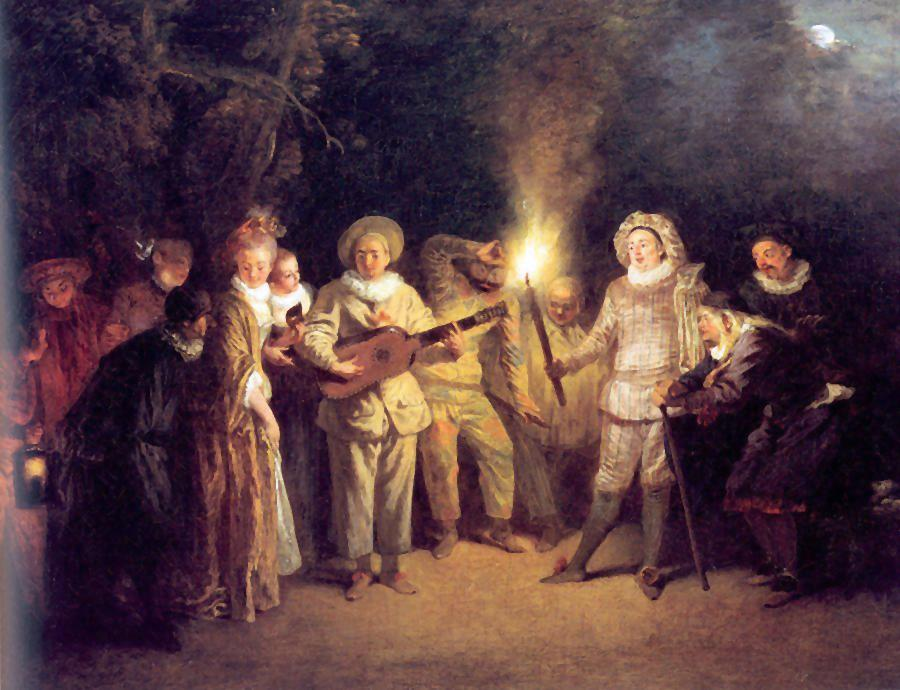
L’Amour au théâtre italien (huile sur toile de Watteau, v. 1721.

La popularité de la commedia dell’arte, en Italie comme à l’étranger, fut extraordinaire. Au XVIIe siècle où la commedia dell’arte était plus brillante que jamais en Italie, les gouvernements d’Espagne et de France cherchèrent à censurer et à réglementer cette forme théâtrale. En France le Recueil de Gherardi constitue le témoignage le plus intéressant sur ce que fut ce théâtre. Gherardi était l’Arlequin de la troupe autorisée et privilégiée par Louis XIV. Quelques grands acteurs, tels que Fiorelli dit Scaramouche et l’Arlequin Dominique Biancolelli, la soutenaient par leur talent. En Angleterre, l’influence de la commedia dell’arte forgea les caractères des marionnettes de Punch, mélange d’Arlequin autoritaire et de Polichinelle, et sa femme Judy.
La commedia dell’arte inspira les plus grands dramaturges français, que ce soit Pierre Corneille, avec le personnage de Matamore dans L'Illusion comique, ou Molière, qui partagea une salle pendant un temps avec les « Comédiens Italiens du Roi » de la Comédie-Italienne, ou encore Jean-François Regnard, qui écrivit pour ces comédiens, parmi lesquels figurait le fameux Scaramouche (Tiberio Fiorelli), et Angelo Constantini (Mezzetin, le premier des comédiens italiens à se démasquer).
Marivaux écrivit pendant vingt ans pour les Italiens, soit de 1720 à 1740, maintenant sous la guidance de Luigi Riccoboni. Cela représente les deux tiers de ses pièces. Il eut pour muse Silvia Balletti, dont les parents appartenaient à l'ancienne troupe.
Plus tard, la comédie italienne reprit à la France, en le perfectionnant, ce que celle-ci lui avait emprunté, et les pièces de Molière passèrent pour la plupart, réduites à leur canevas, dans le répertoire mobile de la commedia dell’arte.
Au XVIIIe siècle, en Italie, Carlo Goldoni donne un nouveau souffle à la commedia dell’arte. Goldoni oblige ses acteurs à se référer au texte écrit, à renoncer aux pitreries faciles, éliminant peu à peu les masques, en conférant aux personnages une individualité toujours plus personnelle, dans le goût de la bourgeoisie de son époque. Il a transformé la commedia dell’arte en comédie de caractère, cependant que Carlo Gozzi reste dans la tradition du conte, ayant recours à des arguments aux accents pathétiques et satiriques, se référant à des personnalités et coutumes contemporaines.
A l’exception de Maurice Sand, fils de George, le XIXe siècle oublie quelque peu cet art ancestral. En France, cependant, la famille Deburau reprend les personnages de Pierrot et Colombine et Arlequin les intègre à ses mimodrames.
Au XXe siècle, lorsque Dario Fo rencontra Franca Rame, fille d’une famille de comédiens itinérants qui possédaient encore les canevas ancestraux, il adapta au monde moderne ces témoignages d’une ancienne culture maintenant éteinte, notamment avec la pièce Mystère bouffe (1969).
À Paris, Carlo Boso avec la compagnie « Mystère Bouffe », Luis Jaime-Cortez avec sa compagnie « Théâtre du Hibou », Attilio Maggiulli dans son théâtre « la Comédie italienne », évoluent dans la tradition de la commedia dell’arte. Hélène Bayard a adapté Le Roi cerf d'après Gozzi, et France Kadah-Theys a adapté Les Jumeaux de Naples, d'après le moine comédien Adriani, et rédigé d'autres commedia dell'arte.
Markus Kupferblum, un metteur en scène autrichien, introduit les règles de jeu et la hiérarchie des caractères de la commedia aux histoires contemporaines, soit au théâtre, soit à l’opéra.

## Personnages
- les zannis (valets du petit peuple) : Arlequin (personne joyeuse, gourmande, bon vivant), Scaramouche (le versant méchant d’Arlequin, et parfois un petit capitan bagarreur), Polichinelle (masque de Naples), Mezzetin (une des sources de Mascarille chez Molière, fripon, intrigant, maître en fourberies), Brighella (l’aubergiste, dont l'équivalent chez Molière est Scapin), Pagliaccio (le souffre-douleur), Pedrolino (le précurseur de Pierrot) ;
- les vieillards (citadins les plus extrêmes[Quoi ?]) : Pantalon (vieux barbon amoureux d’une jeune fille), Tartaglia, Cassandre, le Docteur ;
- les soldats (fanfarons et parfois peureux) : le Capitan Matamore (Spaviento), Coviello ;
- les amoureux (ingénus mais aussi ingénieux à tromper les vieillards) : Isabella, Lélio, Colombine (qui fait parfois partie des zannis).

Les personnages de la commedia dell'arte sont cultes et reviennent dans toutes les pièces. Certains sont restés célèbres et sont passés dans d’autres cultures théâtrales. Polichinelle est à l’origine du Punch anglais, du Chinel de Fosses-la-Ville ou du Gille de Binche (Wallonie), le Capitan se retrouve dans le Tengu japonais[réf. nécessaire], Pedrolino est le frère jumeau du Pierrot français. Arlequin se retrouve dans l'Amante difficile d'Antoine Houdar de la Motte, dans L'Île des esclaves de Marivaux, et dans les deux billets de Florian, qui donne une autre interprétation du masque noir d'Arlequin : ce serait un esclave évadé pris en pitié par des enfants de marchands de tissus, qui découvre notre monde européen avec des yeux de Candide.

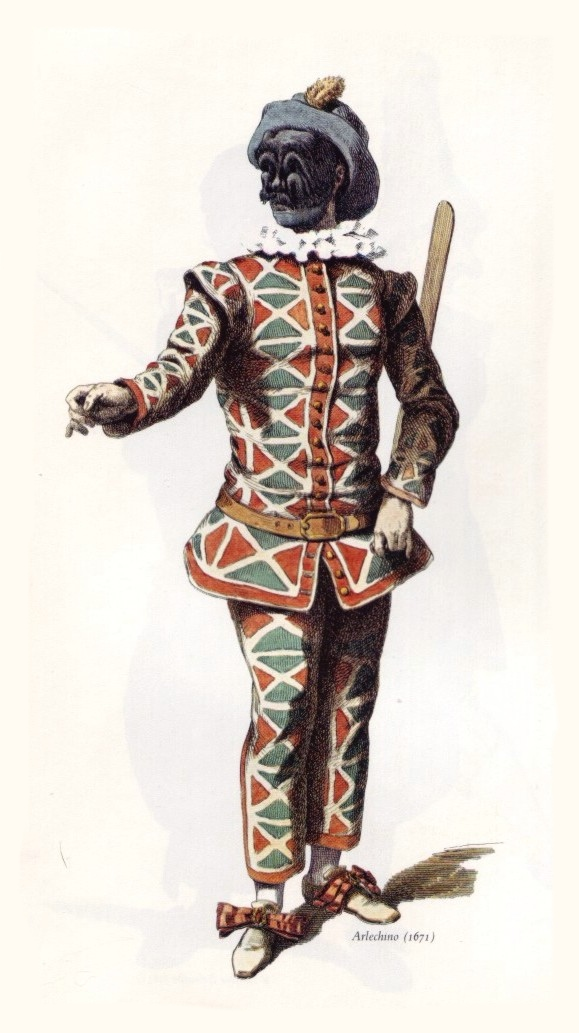
Arlecchino (1671) Arlequin.
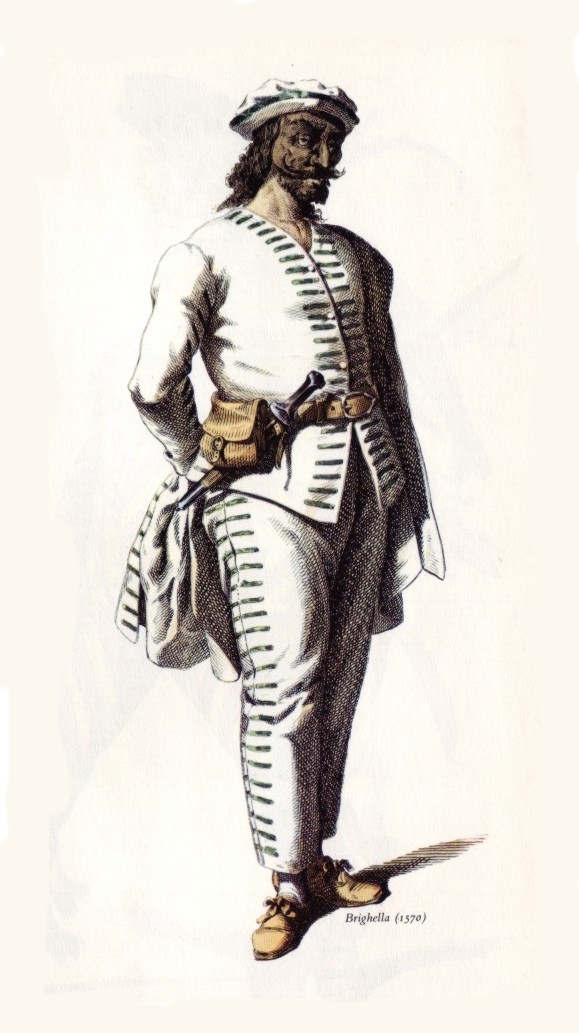
Brighella (1570). Briguelle
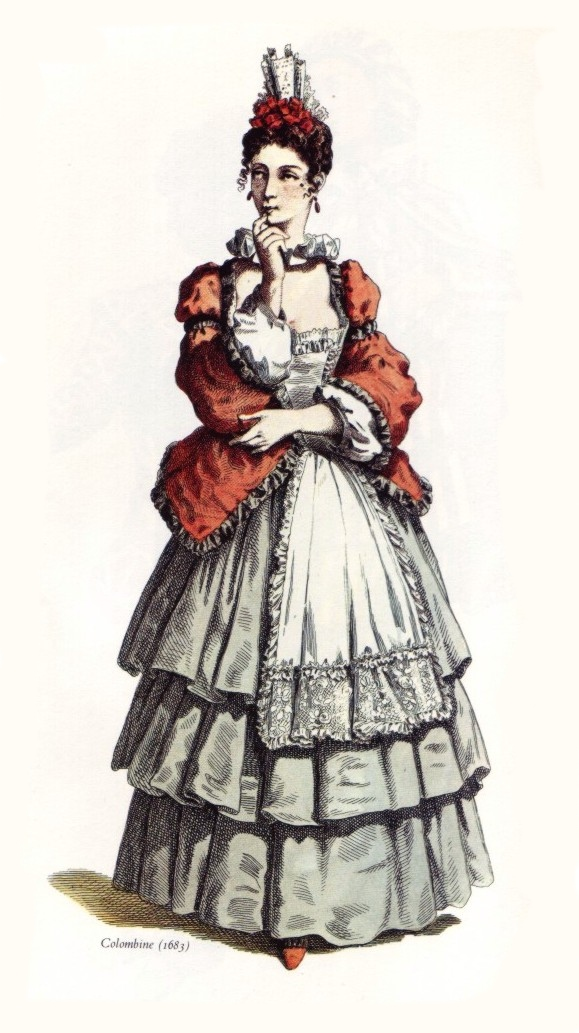
Colombine (1683). Colombine
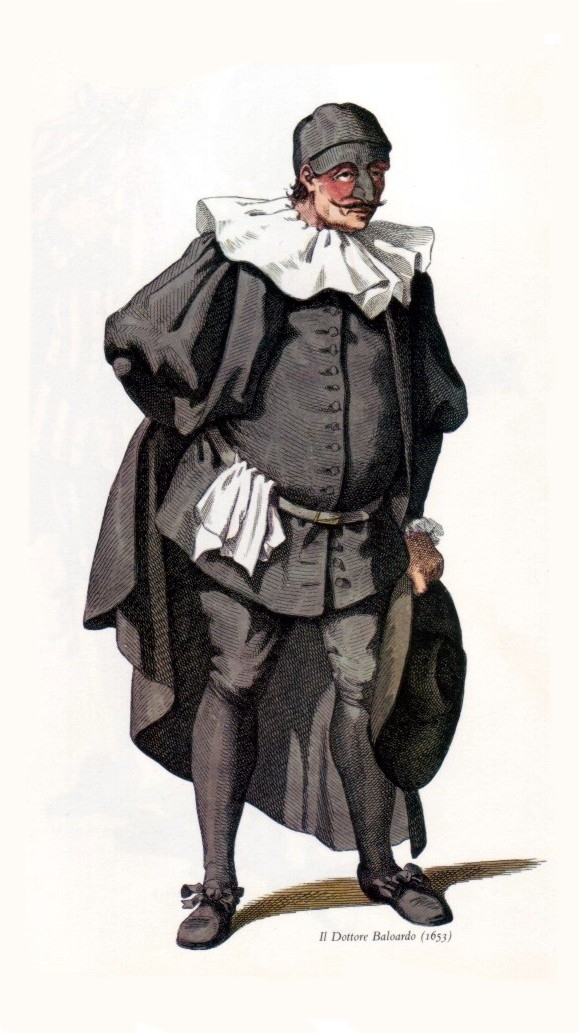
il Dottore (1653). le Docteur
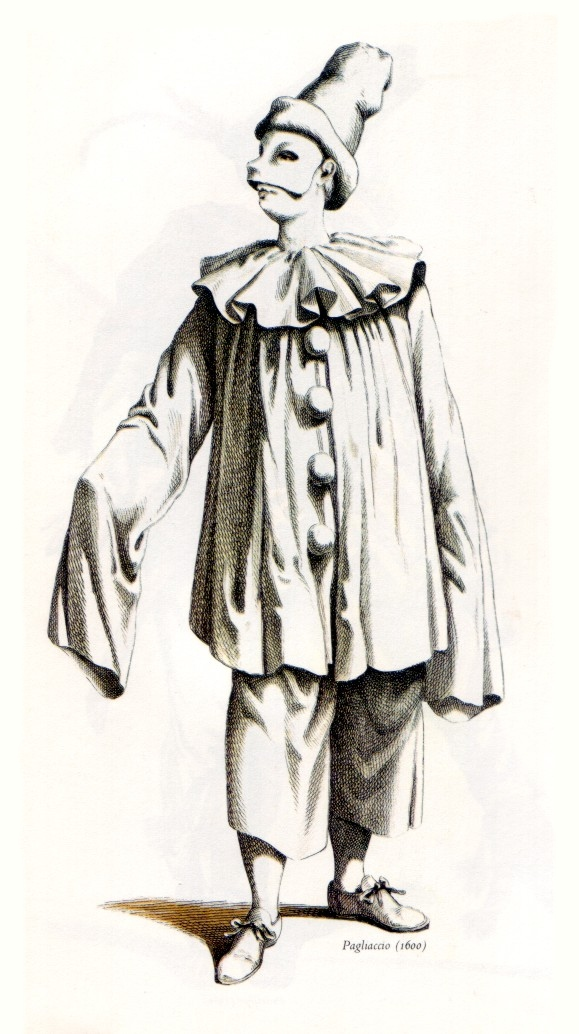
Pagliaccio (1600). Paillasse
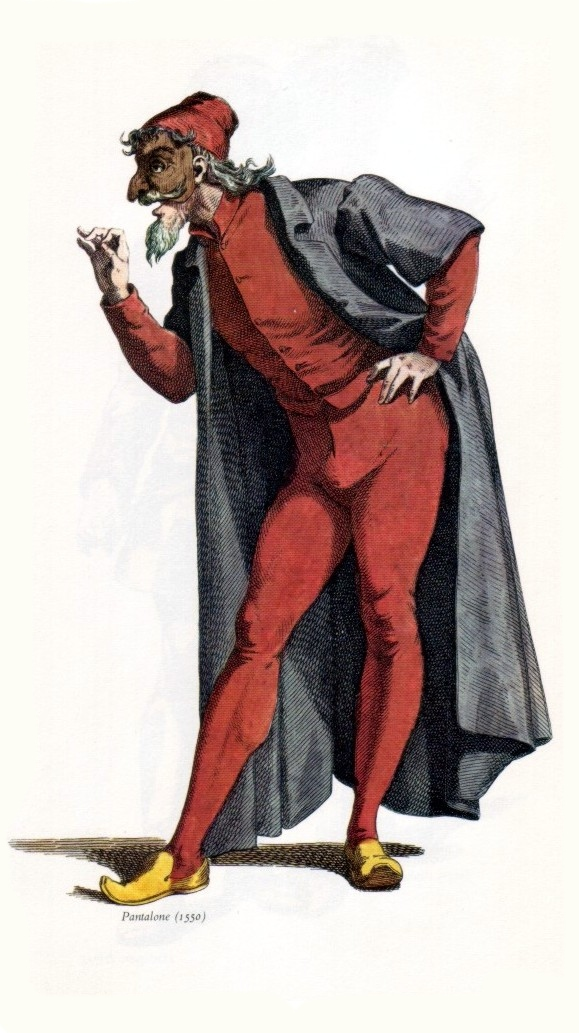
Pantalone (1550). Pantalon
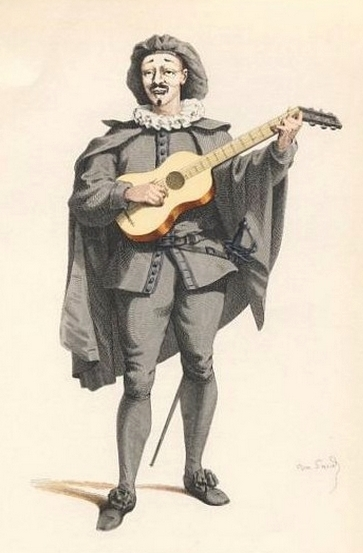
Scaramuccia. Scaramouche
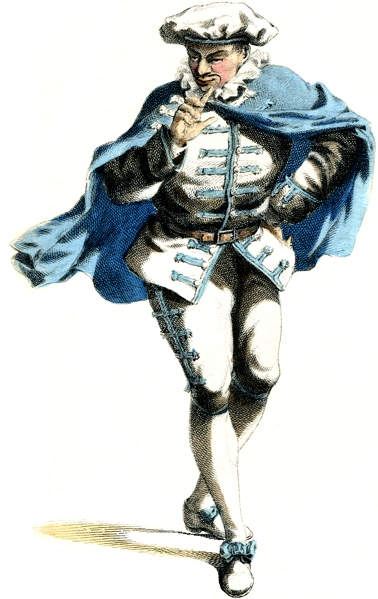
Scappino. Scapin
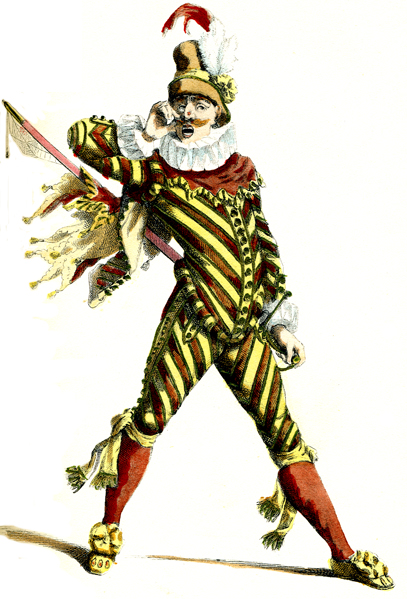
il Capitan Spavento ou Matamore.
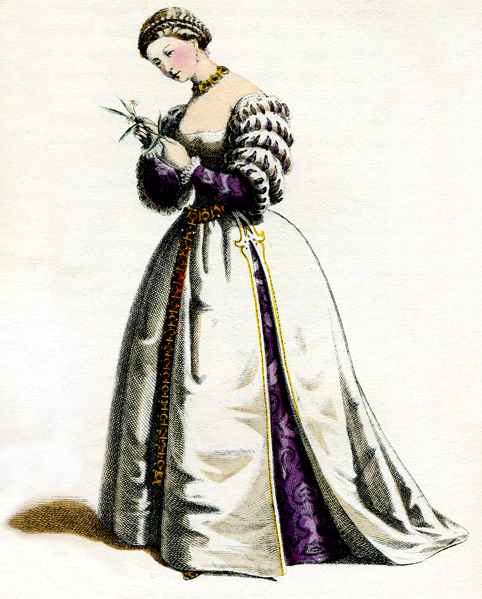
Isabella.
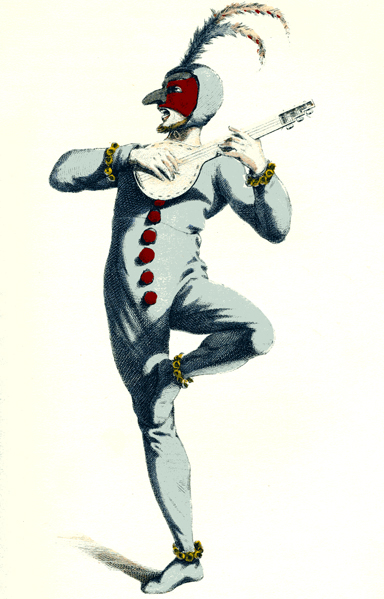
Coviello. Covielle
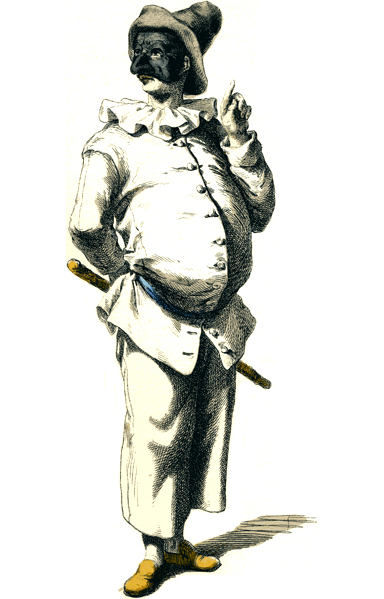
Pulcinella. Polichinelle
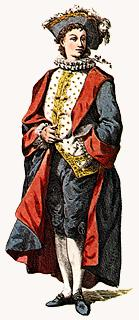
Lelio.
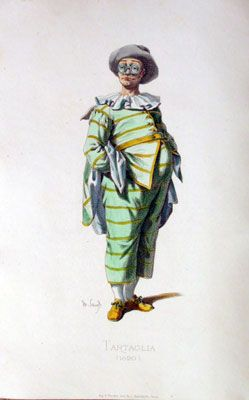
Tartaglia.